# 克里斯蒂娜·基斯
克里斯蒂娜·基斯（英語：Kristina Kiss，1981年2月13日—），加拿大女子足球运动员，场上位置是中场。她曾代表加拿大国家队参加2003年和2007年泛美运动会足球比赛，获得一枚银牌和一枚铜牌。